# Maurice Wanlin
Pour les articles homonymes, voir Wanlin.
Charles Maurice Wanlin (15 octobre 1899 à Aulnoy – 22 août 1944 à Fontenailles), résistant français, Seconde Guerre mondiale.
Il épousa Madeleine Rocher (1903-2002) en 1922 à La Chapelle-Rablais et ils eurent 3 enfants: Robert en 1923, Marcel en 1929 et Michel en 1944.
Son père, Jean Joseph Wanlin, avait 85 ans quand Maurice a été exécuté par les allemands; sa mère, Appoline Anfruit, est décedée lorsqu'il était encore enfant.

## Parcours Militaire
Lors de la Première Guerre mondiale, Maurice Wanlin - qui était de la classe 1919 - a été incorporé au 95e régiment d'infanterie le 19 avril 1918 en tant que soldat deuxième classe. Il a été promu Caporal le 1er septembre 1918.
Après-guerre, Maurice Wanlin s’est porté volontaire pour l’Armée du Levant et a été nommé Sergent le 25 octobre 1920, avant d’intégrer la réserve de l’armée active le 15 avril 1921 (notamment au 508e régiment de chars de combat) (Sergent spécialiste indispensable).
S’agissant de la campagne 1939-1940 de la Seconde Guerre mondiale, il a été mobilisé du 5 janvier 1939 au 1er septembre 1940.

## Résistance
Maurice Wanlin a rejoint le réseau Guérin Buckmaster (Minister pour le Special Operations Executive) de Nangis le 1er avril 1944, soit quelques semaines après sa création. Il appartint ensuite au réseau Denis Aristide Buckmaster (Scientist + Actor) – Commandant Veillard dit « Vulcain » de Fontainebleau après l'arrestation du Capitaine Pierre Mulsant (« Guérin »/« Minister ») et de son opérateur radio Flight lieutenant John Barrett par l’armée allemande près de Fontainebleau le 13 juillet 1944. Ces deux réseaux faisaient partie des Réseaux Buckmaster (Liste des réseaux de la section F du SOE).
En tant que chef du commando de Fontenailles (commune de Seine-et-Marne), Maurice Wanlin transportait des armes et munitions parachutées par les forces alliées au dépôt du hameau de la Charmée dont la garde lui avait été confiée. Elles étaient destinées à deux commandos de dix hommes. 
Le 20 août 1944, Maurice Wanlin a été arrêté par l’armée allemande au hameau de Glatigny. Après avoir été interrogé, il fut transféré deux jours plus tard au hameau de la Charmée, où il avait constitué le dépôt d’armes. Son décès a été fixé au 22 août 1944. 
Son corps carbonisé et déchiqueté à la suite d'une explosion a été retrouvé par son fils aîné le 1er septembre 1944 et également reconnu par son supérieur accompagné des gendarmes de Nangis le 2 septembre 1944.
Maurice Wanlin a été homologué FFI (Forces françaises de l'intérieur) dans le grade « Armée », Sous-lieutenant des Forces françaises combattantes (FFC), déclaré « Mort pour la France » et a reçu à titre posthume la Croix de guerre 1939-1945 avec étoile de vermeil. Il a également reçu la Médaille de la Résistance et fait Chevalier dans l’ordre de la Légion d’honneur, à titre posthume.
Par ailleurs, son nom figure sur le Monument aux Morts de Fontenailles et la grande rue du village a été rebaptisée « rue Maurice Wanlin – assassiné par les Allemands le 22 août 1944 ».

## Sources
- Livret militaire de Maurice Wanlin, Ministère de la Guerre, Classe 1919.
- Lettre de Raymond Lemaur du 13 juillet 1945, certifiée exacte par le Lieutenant Mermet le 14 juillet 1945.
- Copie conforme de l’Homologation de grade FFI – Certificat d’appartenance, 16 mai 1950.
- Citation comportant l’attribution de la Croix de guerre avec étoile de vermeil, guerre 1939-1945, Secrétariat d’Etat aux Forces Armées « Guerre », décision n° 867, 26 février 1951.
- Nommé chevalier de la Légion d'honneur à titre posthume par décret du 5 juillet 1951, publié au Journal Officiel du 7 juillet 1951, pris sur le rapport du ministre de la défense nationale et du secrétaire d'état aux forces armées (guerre) en qualité de sous-lieutenant.
- Par décret du 25 février 1958 : Médaille de la Résistance Française, République Française, Grande Chancellerie de l’Ordre de la Libération, 30 juin 1958 (n° 9.524_G).